# Missing Blue
『Missing Blue』（ミッシングブルー）は2001年7月26日にトンキンハウスより発売されたPlayStation 2用デジタルノベルゲーム。

## 概要
同社のPlayStation用ソフト『Lの季節 〜A piece of memories〜』に続くノベルシリーズ第2弾。ただし、前作と同じ学園名やキャラクターが登場するものの直接的なつながりはなく、似て非なる世界（=パラレルワールド）的な位置づけになっている（続編については『Lの季節2 invisible memories』を参照）。
キャラクター原画を前作に引き続き渡辺明夫が、OP&EDテーマを前作同様小松未歩が担当している。2004年7月22日に廉価版『ベストプライス Missing Blue』（The Best版）となって再登場。パッケージイラストがリニューアルしており、新たに沙夜が描き下ろされている。

## イメージプロジェクティブシステム(IPS)
他のキャラとの会話中やデート中に画面が一瞬光り水晶のシルエットが現われることがある。その時に□ボタンを押すことでシステムが発動する。IPSを発動させると、対象物に投影させたいイメージ＝話しているキャラに言うための台詞、を任意に選択することになる。その中にはイメージを投影したくない場合の選択肢も用意されている。IPSの採用により行動できる時間や場所が増えたり、登場キャラにも影響を与えるため、物語の展開を左右するシステムである。誤って□ボタンを押してしまった場合は、直後の選択肢で一番下のものを選ぶと、IPSに入らなかった場合と同様のルートを進むことができる。

## ストーリー
聖遼学園高等部2年生の主人公・牧村功司（まきむらこうじ）は、控え目でおとなしい幼馴染・璃月沙夜（りつきさや）と、ひょんなことから付き合うことになった上級生・丹雫瑠羽奈（にしずくるうな）に囲まれ、賑やかながらもごく普通の生活をしていた。ある日、春日瑞希（かすがみずき）という少女が転校してくる。彼女は主人公に不思議な水晶を渡すと、「思い出して……」と謎めいた言葉を投げかける。会ったこともないはずなのに、でも確かに会った記憶があるその少女に戸惑う主人公。そして、なにかが始まる予感……。

## 登場人物

### メインキャラクター
璃月 沙夜（Ritsuki Saya）
声：松来未祐
誕生日 8月20日 身長 155cm　体重 40Kg　血液型 A型　B75 W56 H76　所属部　美術部　年齢 17歳
主人公と同じクラスの17歳。成績優秀でおとなしくて控え目、おまけに家庭的といった、まさに絵に描いたような理想の幼馴染。美術部所属。
丹雫 瑠羽奈（Nishizuku Ruuna）
声：宮村優子
誕生日 6月23日 身長 162cm　体重 48Kg　血液型 A型　B90 W54 H86　所属部　帰宅部　年齢 18歳
学園一の美人と評判で、自称・主人公の彼女。きれいで新しい物が好き。思い立ったらすぐ行動するような性格でやることが派手だが、ナイーブで小食である。
春日 瑞希（Kasuga Mizuki）
声：友永朱音
誕生日 5月18日 身長 157cm　体重 46Kg　血液型 O型　B82 W57 H84　所属部　都市研究会　年齢 17歳
主人公のクラスに転校してきた少女。真面目で物静かな内向的な性格。クラスメイトとは必要最低限のコミュニケーションしかとらないが決して嫌われているわけではない。感情を表に出さないが、まれに悲しげな表情を見せる。主人公に「思い出して…」と伝え、不思議な水晶を渡す。全てが謎に包まれている。
神瞳 かりん（Shindou Karin）
声：幡宮かのこ
誕生日 10月15日 身長 158cm　体重 45Kg　血液型 A型　B81 W56 H83　所属部　騎士道部　年齢 15歳
主人公のピンチに駆けつける騎士道部の下級生。大の男を軽々と投げ飛ばすほど強い。言葉遣いが丁寧で、折り目正しい性格。主人公を助けて以来、何故か主人公に対して献身的である。静乃とは趣味が合うので仲が良い。
矢城 静乃（Yagi Shizuno）
声：飯塚雅弓
誕生日 11月11日 身長 148cm　体重 34Kg　血液型 AB型　B72 W50 H74　所属部　都市研究会　年齢 13歳
主人公の遠縁（いとこ）で、神社の家の娘。主人公を「お兄様」と呼んで慕っている。巫女服を着て境内を掃除しているが、巫女としてはまだまだ修行中の身らしい。明るくちゃめっ気のある性格。
シーナ・アリール（Siena Areel）
声：坂本真綾
誕生日 9月30日 身長 160cm　体重 47Kg　血液型 A型　B86 W58 H85　所属部　なし　年齢 16歳
高等部2年生。何らかの事情で転校してきた外国人。その事情を知る人はおらず、彼女自身も多くを語ろうとしない。水と歌が好き。繊細な性格が周囲に対して話しかけにくい印象を与えている。
折坂 命（Orisaka Mikoto）
声：茂呂田かおる
誕生日 3月26日 身長 164cm　体重 49Kg　血液型 B型　B84 W60 H85　所属部　なし　年齢 21歳
主人公のクラスにやってきた保健体育の教育実習生。異性に対しての免疫がなく、照れ屋でもある。実習生代表の挨拶でいきなりドジってしまい、それ以来「みこピー」の愛称で親しまれている。
美角 唯芽（Misumi Yume）
声：かないみか
誕生日 4月10日 身長 150cm　体重 36Kg　血液型 B型　B76 W55 H77　所属部　体育祭実行委員会　年齢 14歳
聖遼学園中等部2年生。車に轢かれそうになった犬を主人公が助けた場面を目撃し、弟子入り志願してくる風紀委員兼体育祭実行委員。「正義」「ヒーロー」「平和」といった言葉に弱い。周りの迷惑を顧みずに一直線に突っ走るタイプ。融通が利かず非常識。
緋山 花乃香（Hiyama Kanoka）
声：河原木志穂
誕生日 2月5日 身長 156.5cm　体重 44Kg　血液型 O型　B79 W59 H80　所属部　図書委員　年齢 16歳
図書室によく入り浸っている、小説家志望の眼鏡っ子。気が強く何かにつけては主人公に突っかかってくる。見かけによらず足が速い。
綺雲 エリス（Ayakumo Eris）
声：南央美
危機一髪のところを主人公に助けられた妖精。爆発にロマンを求め、学園内でひそかに兵器開発と武器商を営んでいる。これでもれっきとした高等部の一年生である。
瀬渡 菜緒（Sewatari Nao）
声：三五美奈子
主人公のクラスである高等部2年C組の担任をつとめる英語教師。落ち着いた印象を与える大人の女性で、折坂命の大学時代の先輩。

### サブキャラクター
マリィ（Mally）
声：浅田葉子
シーナ・アリールと同じところからやってきた少女。高校2年生ではあるが転校生ではない。歌うことが大好きだが短気でときどきシーナと口論している。
セラ（Sera）
声：静木亜美
シーナが下宿する海の家の女主人。おっとりしているが気さくな性格の持ち主。未亡人。
三十六代目 桃太郎（Momotarou）
声：子安武人
シュールな桃太郎一味のお頭。ポエムが趣味で男のロマンを追い求める熱い男。美角唯芽には永遠のライバル視されている。
尾振 勤（Ohuri Tsutomu）
声：川瀬ゆうこ
桃太郎一味のひとり。自分が認めた人の顔色をうかがう傾向がある。調子に乗りやすく騒がしい。鼻と耳がよく利く。趣味は犬と遊ぶこと。
猿怒 剛（Endo Tsuyoshi）
声：植木亨
桃太郎一味のひとり。大きな体躯と怪力の持ち主だが頭は悪い。「猿も木から落ちる」ということわざが大嫌い。
澄伊 雉晶（Sumii Chiaki）
声：麻績村まゆ子
桃太郎一味の紅一点。一味で唯一まともな考え方のできるまとめ役。趣味は推理小説を読むこと。鳥目。
田ノ中 勝（Tanonaka Masaru）
声：氷室省吾
主人公の隣の席にいるジャガイモ顔のクラスメイト。存在感が薄いのに余計なことに首を突っ込み、いつも悲惨な目にあっている哀れな男。
永易 祥吾（Nagai Shougo）
声：早坂知七
図書委員をつとめるクラスメイト。典型的な文学少年。好きな学科は現代国語、趣味は読書。
矢城 桂介（Yagi Keisuke）
声：関戸宏治
静乃の父親で神社の神主。参拝客を驚かせたり冗談を言ったりする趣味がある。
神代 琢巳（Kamishiro Takumi）
声：内野一
桂介が選んだ静乃の結婚相手。意外に話のわかる好青年。
朝武 太一（Tomotake TaiChi）
声：藤田圭宣
都市研究会の部長。部室内にさらに部屋を作って生活している謎の多い人物。よく居眠りしている。
愛菜 稚（Aina Waka）
声：静木亜美
放送部所属の美角唯芽の同級生。家庭的だがエリスが経営する武器屋の常連という謎の多い女の子。

### 隠しシナリオキャラクター
リ・サ（Risa）
声：山本麻里安
「Lの季節」にも登場している。ひとつのことに夢中になると周りが見えなくなってしまう。「リ・サシナリオ」にのみ登場する。

## スタッフ
- キャラクターデザイン：渡辺明夫
- プロデューサー：盛政樹
- シナリオ：石川克世

### 主題歌
オープニングテーマ「Hold me tight」 / エンディングテーマ「I don't know the truth」
歌/作詞/作曲：小松未歩（GIZA studio） 編曲：大賀好修
アルバム「小松未歩 4 〜A thousand feelings〜」（2001年3月7日発売）に収録
シーナルート挿入歌・エンディングテーマ「AQUA」
作詞・作曲：志倉千代丸 / 編曲：吉原かつみ / 歌：シーナ・アリール（坂本真綾）
関連CDの発売は行われていないが、tiarawayによるカバー版「AQUA 〜遥かなるブルー〜」のみ、同ユニットのアルバムに収録されている。

## 関連書品

### 書籍
- 公式攻略ガイド（攻略本：2001年8月15日発売）
  - 発行：メディアワークス
- パーフェクトリファレンス（攻略本：2001年8月31日発売）
  - 発行：ソフトバンクパブリッシング
- ビジュアルファンブック（2002年3月15日発売）
  - 発行：エンターブレイン
- すべての忘れられぬ想いのために（小説：2002年4月1日発売）
  - 著者：蕪木統文 発行：ファミ通文庫
  - 当初、春日瑞希トゥルーエンド後の牧村功司とのその後（および瑞希ルートにおいて功司が事故にあった経緯）を描く予定だったが、プロデューサー・盛政樹の「伏せてある設定をプレイヤーに押し付けたくない」という意向で、ゲーム中に存在するいくつかあるルートのうち、限りなくCルートに近いBルート（神瞳かりんのルート）をもとにした内容となっている。

### CD
キャラクターマキシシングルシリーズ
発売元：CANDYPOP
ゲーム発売に先駆けて発売された第1シリーズ（01〜04）と、ゲーム発売後に発売された第2シリーズ（05〜08）があり、それぞれゲーム中で使用されたキャラクターBGMとキャラクターソング、番外編ミニドラマ、キャラクターソングのカラオケVer.が収録されている。05のみCD-Extaデータが入っている。
ミニドラマは、第1シリーズが功司（発声なし）を中心に起こるヒロイン4人のどたばた劇、第2シリーズが05のみ桃太郎一味の1話完結ストーリーで、06、07は菜緒と命を中心にそれに巻き込まれる瑞希、沙夜、花乃香のストーリーとなっている。
1. 聖遼学園高等部3年E組〜瑠羽奈〜（2001年3月1日発売）
  - キャラクターソング：「キミの居た場所」
  - 番外編“Missing Memory”第一話「騒々しい前奏曲」

2. 聖遼学園中等部2年D組〜静乃〜（2001年3月31日発売）
  - キャラクターソング：「レッスン」
  - 番外編“Missing Memory”第二話「やきもち焼きの戯曲」

3. 聖遼学園高等部2年C組〜沙夜〜（2001年4月28日発売）
  - キャラクターソング：「そらいろの名前」
  - 番外編“Missing Memory”第三話「ドロ沼の狂想曲」

4. 聖遼学園高等部1年B組〜かりん〜（2001年5月10日発売）
  - キャラクターソング：「はじめてのさよなら」
  - 番外編“Missing Memory”第四話「嘆かわしい夜想曲」

5. 桃太郎一派見参！（2002年2月21日発売）
  - キャラクターソング：「High school Gang」「Go! Peachboys, Go!」
  - 番外編「桃太郎、愛と追憶のCDデビュー？〜ロックンロールが最高さ」前・後編
  - CD-Extra：「桃太郎のおしゃべりポエム占い」「キャラクタースクリーンセーバー」

6. 聖遼学園高等部2年C組〜瑞希〜（2002年4月20日発売）
  - キャラクターソング：「おかえり」
  - 番外編「お別れ前の協奏曲」前編

7. 聖遼学園高等部2年C組副担任〜命〜（2002年5月1日発売）
  - キャラクターソング：「えがおのしずく」
  - 番外編「お別れ前の協奏曲」後編

THE REATEST HITS!！（2002年8月21日発売）
発売元：CANDYPOP
前記のキャラクターマキシシングルからキャラクターソング7曲のみを集めたBEST版。
Sound Collection+α!!（2001年8月22日発売）
発売元：SCITRON
CD2枚組のサウンドトラック集で、DISC-1にはゲームBGMを、DISC-2にはイメージソングとドラマCD予告編、CD-Extraデータを収録している。
DISC-1
| - 01.キミにだけ向ける笑顔（瑠羽奈） - 02.木漏れ日（沙夜） - 03.夢の散歩（瑞希） - 04.いつか素直に（かりん） - 05.背伸び（静乃） - 06.負けない宣言（唯芽） - 07.sweet run（命） - 08.空想時間（花乃香） - 09.GLOOMY（シーナ） - 10.Little Expert（エリス） | - 11.sunset kiss（菜緒） - 12.雲に包まれて（マリィ） - 13.生き方いつも自分流（桃太郎） - 14.おひさま（リ・サ） - 15.usually time - 16.Sun Shine Shower - 17.今日のおすすめメニュー - 18.お立ち台 - 19.頬杖 - 20.闇の導き | - 21.懸念 - 22.途切れぬ螺旋 - 23.消える街の灯 - 24.妖しき輝き - 25.背後の足音 - 26.迫り来るモノ - 27.teatime - 28.ホームルームが終わったら - 29.忘れた目覚め - 30.影の蠢き | - 31.漂い - 32.嵐の如く - 33.Dead End Rhythm - 34.FINAL BEAT - 35.死線越えて - 36.雲間の光 - 37.オイカケッコ - 38.しっぱいしっぱい… - 39.瞳に映して - 40.寄り添いながら | - 41.空虚 - 42.star dust - 43.Eternal - 44.背中合わせの気持ち - 45.始まりの予感 - 46.嵐を感じて - 47.哀恋歌 - 48.Rhythmical Step - 49.Exact Shift |
DISC-2
- 01.Missing?
  - Vocal：丹雫瑠羽奈（宮村優子） 作詞/作曲/編曲：志倉千代丸

- 02.Blue
  - Vocal：璃月沙夜（松来未祐） 作詞：松来未祐 作曲：志倉千代丸 編曲：磯江俊道

- 03.ミニミニドラマ？（ドラマCD予告編）
- CD-Extra：壁紙集、スクリーンセーバー、イメージソングムービー

ドラマCD
発売元：SCITRON
キャラアニラジオステーションにて公開されていたWebラジオ「MissingBlue web days」（有料）のストーリーを収録したもので、書き下ろしシナリオによるオリジナルストーリーとなっている。また、ラジオでは未放送だった内容をBパートとして同時収録している。
なお、サウンドコレクション＋α!!のジャケットとドラマCDのジャケットを並べると1枚のイラストになるようできている。
出演（声優略）
丹雫瑠羽奈、矢城静乃、美角唯芽、神瞳かりん、璃月沙夜、春日瑞希、折坂命、第三十六代目正統桃太郎、澄伊雉晶、尾振勤、猿怒剛
1. 第一話「Outcasting Purple」
2. 第二話「Rehersing White」
3. 第三話Aパート「Feeling Green」
4. 第四話Aパート「Turning Clear」
5. 第三話Bパート「Raiding Pink」
6. 第四話Bパート「Turning Colors」
7. オマケドラマ「裏MissingBlue」

### その他
- トレーディングカード（ホビージャパン）
- キャラクターグッズ（ホビージャパン、ソフトバンクパブリッシング ほか）